# Episodi di The Drew Carey Show (nona stagione)
La nona stagione della serie televisiva The Drew Carey Show è stata trasmessa in anteprima negli Stati Uniti d'America dalla ABC tra il 2 giugno 2004 e l'8 settembre 2004.
| nº | Titolo originale               | Titolo italiano | Prima TV USA      | Prima TV Italia |
| -- | ------------------------------ | --------------- | ----------------- | --------------- |
| 1  | Drew Hunts Silver Fox          |                 | 2 giugno 2004     | inedito         |
| 2  | Eye of the Leopard             |                 | 2 giugno 2004     | inedito         |
| 3  | Foos Rush In                   |                 | 9 giugno 2004     | inedito         |
| 4  | Drew Thinks Inside the Box     |                 | 9 giugno 2004     | inedito         |
| 5  | At Your Cervix                 |                 | 16 giugno 2004    | inedito         |
| 6  | Sealed in a Kiss               |                 | 16 giugno 2004    | inedito         |
| 7  | Baby Makes Stress              |                 | 23 giugno 2004    | inedito         |
| 8  | Michigan J. Gus                |                 | 23 giugno 2004    | inedito         |
| 9  | No Booze for Drew              |                 | 30 giugno 2004    | inedito         |
| 10 | Drew's Best Friend             |                 | 30 giugno 2004    | inedito         |
| 11 | Arrivederci, Italy             |                 | 7 luglio 2004     | inedito         |
| 12 | House of the Rising Son-in-Law |                 | 7 luglio 2004     | inedito         |
| 13 | Dog Soup                       |                 | 14 luglio 2004    | inedito         |
| 14 | Asleep at the Wheel            |                 | 14 luglio 2004    | inedito         |
| 15 | Baby Face                      |                 | 21 luglio 2004    | inedito         |
| 16 | Girlfriend, Interrupted        |                 | 21 luglio 2004    | inedito         |
| 17 | Straight Eye for the Queer Guy |                 | 28 luglio 2004    | inedito         |
| 18 | Still Life with Freeloader     |                 | 2004              | inedito         |
| 19 | Burning Down the House         |                 | 18 agosto 2004    | inedito         |
| 20 | Liar Liar House on Fire        |                 | 18 agosto 2004    | inedito         |
| 21 | Sleeping with the Enemy        |                 | 25 agosto 2004    | inedito         |
| 22 | Assault with a Lovely Weapon   |                 | 25 agosto 2004    | inedito         |
| 23 | Love, Sri Lankan Style         |                 | 1º settembre 2004 | inedito         |
| 24 | Knot in the Mood               |                 | 1º settembre 2004 | inedito         |
| 25 | Passion of the Wick            |                 | 8 settembre 2004  | inedito         |
| 26 | Finale                         |                 | 8 settembre 2004  | inedito         |